# Сакаласау (Бихор)
Сакаласау (рум. Sacalasău) насеље је у Румунији у округу Бихор у општини Дерна. Oпштина се налази на надморској висини од 170 m.

## Становништво
Према подацима из 2002. године у насељу је живело 666 становника.

### Попис2002.
| Расподела становништва по националности 2002.‍ | Расподела становништва по националности 2002.‍ | Расподела становништва по националности 2002.‍ | Расподела становништва по националности 2002.‍ | Расподела становништва по националности 2002.‍ |
| --------------------------------------------- | --------------------------------------------- | --------------------------------------------- | --------------------------------------------- | --------------------------------------------- |
|                                               |                                               |                                               |                                               |                                               |
| Румуни                                        | Румуни                                        |                                               | 637                                           | 96,1%                                         |
| Словаци                                       | Словаци                                       |                                               | 26                                            | 3,9%                                          |